# كريس كرامر

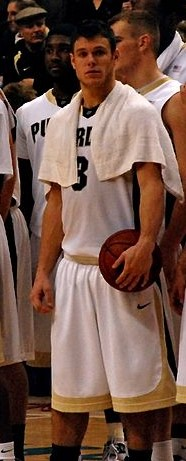
صورة كريس كرامر

كريس كرامر (بالإنجليزية: Chris Kramer)‏ مواليد 4 أبريل 1988 في هنتنغتون، هو لاعب كرة سلة أمريكي. بدأ مسيرته الاحترافية في سنة 2010. يلعب مع فريق إي دبليو إي باسكتس أولدنبورغ في الدوري الألماني لكرة السلة. يحمل الرقم 4. يبلغ طوله 6 قدم 3 بوصة (1.9 م). لعب مع فورت واين ماد أنتس وإي دبليو إي باسكتس أولدنبورغ.

## روابط خارجية
- كريس كرامر على موقع الدوري الإسباني لكرة السلة (الإسبانية)
- كريس كرامر على موقع كرة السلة الأوروبية.كوم (الإنجليزية)
- كريس كرامر على موقع كلية كرة السلة في سبورتس رفرنس.كوم (الإنجليزية)
- كريس كرامر على موقع ريلجم (الإنجليزية)
- كريس كرامر على موقع بروبوليرز (الإنجليزية)
- كريس كرامر على موقع سبورتس رفرنس (الإنجليزية)
- كريس كرامر على موقع سبورتس رفرنس (الإنجليزية)